# وزارة نوري السعيد الثالثة
وزارة نوري السعيد الثالثة أو الوزارة السعيدية الثالثة هي الحكومة العراقية الرابعة والعشرون.
خلفت هذه الوزارة وزارة جميل المدفعي الرابعة واستمرت للفترة من 25 كانون الأول 1938 إلى وفاة الملك غازي في 4 نيسان 1939. تشكلت بعدها وزارة نوري السعيد الرابعة.

## التشكيلة الوزارية
تكونت الوزارة من الوزراء أدناه:
- رئيس مجلس الوزراء: نوري السعيد
- وزير الداخلية: ناجي شوكت
- وزير الدفاع: طه الهاشمي
- وزير الخارجية: نوري السعيد
- وزير المالية: رستم حيدر
- وزير العدلية: محمود صبحي الدفتري
- وزير المعارف: صالح جبر
- وزير الأشغال والمواصلات: عمر نظمي